# Quechua (regione)

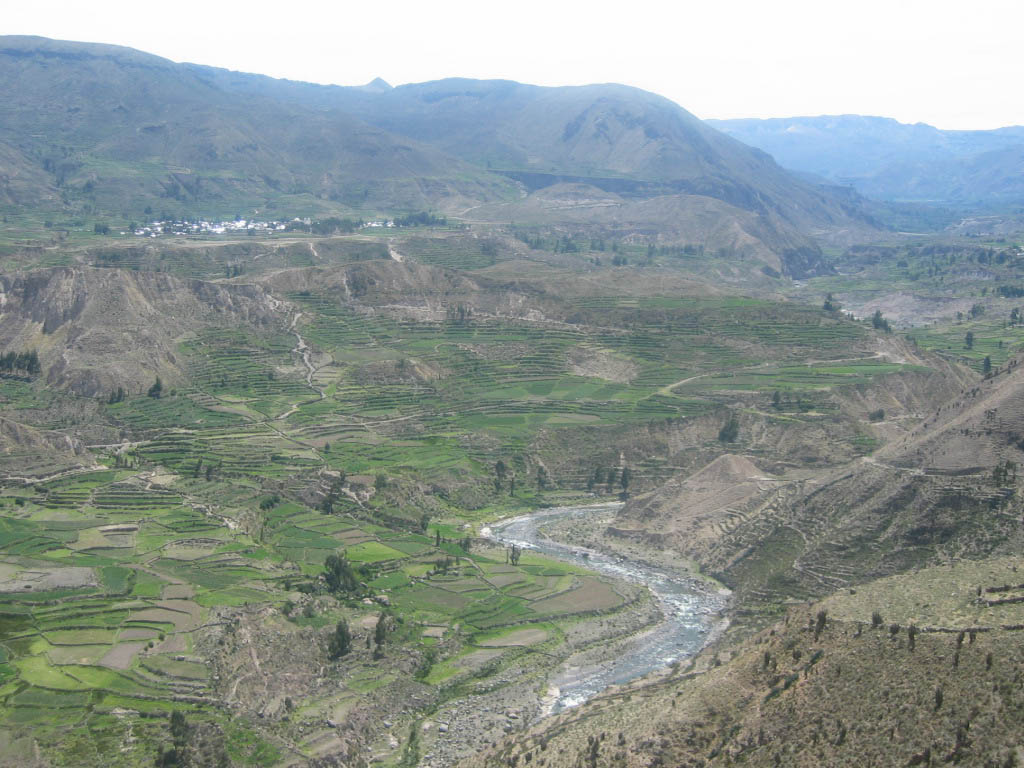
La valle del Colca, nei pressi di Arequipa.

La regione Quechua (dal quechua qhichwa, che significa “zona temperata”) è una delle otto regioni naturali in cui il geografo Javier Pulgar Vidal ha suddiviso il territorio del Perù, a seconda dell'altitudine e della vegetazione; il nome indica i territori compresi tra i 2300 e i 3500 m s.l.m. La regione si estende su entrambi i lati della Cordigliera delle Ande, ed è caratterizzata da un clima temperato e secco, con notevoli escursioni termiche tra le temperature diurne e quelle notturne.
La regione Quechua è stata la più densamente popolata in Perù fin dall'espansione dell'impero inca. Dal termine che indicava la zona geografica all'interno della quale si era stabilita la popolazione derivarono in seguito il nome degli abitanti e della lingua parlata da essi.
Il clima è semi-arido, con un aumento delle precipitazioni nel corso dell'estate australe; la pioggia aumenta la sua frequenza con l'aumento dell'altitudine. Il paesaggio è caratterizzato dalla presenza di strette valli scavate da fiumi alimentati dalle piogge estive. La vegetazione, prospera soprattutto nei pressi dei fiumi, comprende specie autoctone ed alloctone; tra queste ultime spicca particolarmente l'eucalipto, introdotto dall'Australia e divenuto un elemento caratteristico del paesaggio. 
Nella regione vengono coltivate specie originarie come mais (in un centinaio di varietà), fagioli, alcune specie di Cucurbita, maracuia, pomodori, caigua e racacha. Tra le specie importate, vengono coltivati piselli, fave e alberi da frutto (peschi, ciliegi, amareni, peri e meli).
La regione Quechua è la più popolata della zona andina peruviana, sia in ambito urbano che rurale. Le principali città situate in tale regione geografica, in ordine di numero di abitanti, sono Arequipa (2335 m s.l.m.), Cuzco (3399 m s.l.m.), Huancayo (3271 m s.l.m.), Cajamarca (2750 m s.l.m.), Ayacucho (2746 m s.l.m.) e Huaraz (3080 m s.l.m.).